# Elobey Grande
Elobey Grande – należąca do Gwinei Równikowej wyspa, położona u ujścia rzeki Mitémélé, niedaleko granicy z Gabonem. Zajmuje powierzchnię 2,5 km². Jest słabo zaludniona.